# Lumbres
Lumbres (Nederlands: Lumeres) is een gemeente in het Franse departement Pas-de-Calais (regio Hauts-de-France). De plaats maakt deel uit van het arrondissement Sint-Omaars. Lumbres telde op 1 januari 2022 3.577 inwoners.

## Geografie
De oppervlakte van Lumbres bedroeg op 1 januari 2022 9,9 vierkante kilometer; de bevolkingsdichtheid was toen 361,3 inwoners per km².

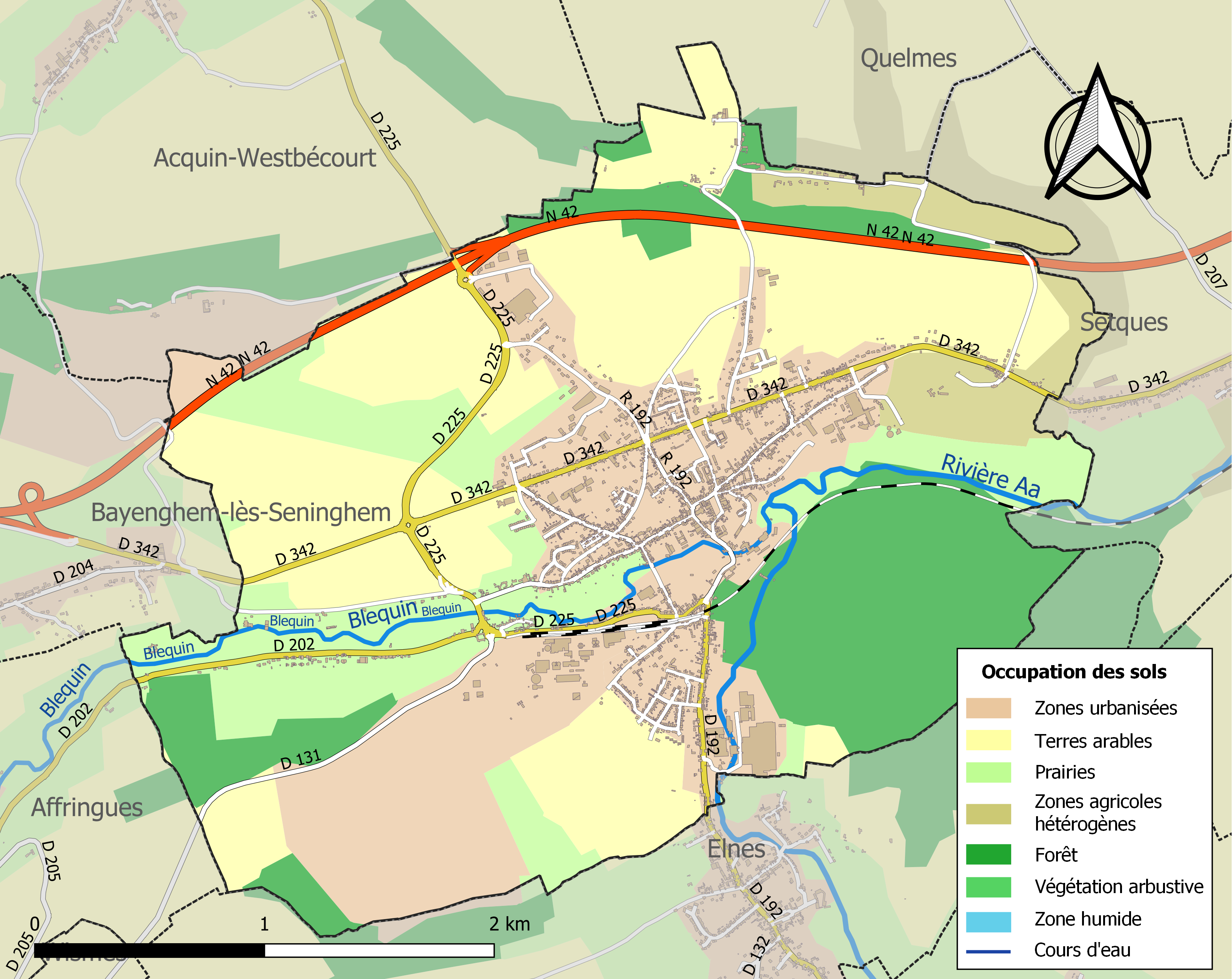
Kaart van de gemeente met belangrijkste infrastructuur, bodemgebruik en omliggende gemeenten

## Bezienswaardigheden
- De kerk van St. Sulpice, daterend uit de zeventiende eeuw.
- De veertiende-eeuwse Château d'Acquembronne.
- Watermolens.

## Demografie
Onderstaande figuur toont het verloop van het inwonertal (bron: INSEE-tellingen).